# Deuxième circonscription de l'Aveyron
La deuxième circonscription de l'Aveyron est l'une des trois circonscriptions législatives que compte le département français de l'Aveyron (12), situé en région Occitanie.
Elle est représentée à l'Assemblée nationale, pour la XVIIe législature de la Cinquième République, par Laurent Alexandre, député de La France insoumise.

## Description géographique et démographique

### De 1958 à 1986
La deuxième circonscription de l'Aveyron était composée de :
- Canton d'Aubin
- Canton de Capdenac-Gare
- Canton de Conques
- Canton de Decazeville
- Canton de Montbazens
- Canton de Najac
- Canton de Naucelle
- Canton de Rignac
- Canton de La Salvetat-Peyralès
- Canton de Villefranche-de-Rouergue
- Canton de Villeneuve

### Depuis 1988
La deuxième circonscription de l'Aveyron est délimitée par le découpage électoral de la loi no 86-1197 du 24 novembre 1986, elle est centrée autour de la ville de Villefranche-de-Rouergue et regroupe les divisions administratives suivantes.
- Canton d'Aubin
- Canton de Baraqueville-Sauveterre
- Canton de Capdenac-Gare
- Canton de Conques
- Canton de Decazeville
- Canton de Montbazens
- Canton de Najac
- Canton de Naucelle
- Canton de Rieupeyroux
- Canton de Rignac
- Canton de La Salvetat-Peyralès
- Canton de Villeneuvois et Villefranchois

D'après le recensement général de la population en 1999, réalisé par l'Institut national de la statistique et des études économiques (INSEE), la population totale de cette circonscription est estimée à 84023 habitants,.

## Description historique et politique

### Historique des députations
| Législature | Début de mandat | Fin de mandat  | Député            | Parti politique | Observations |
| ----------- | --------------- | -------------- | ----------------- | --------------- | --- |
| Ire         | 9 décembre 1958 | 9 octobre 1962 | Albert Trébosc    | CNI             | Mandat écourté à la suite d'une dissolution parlementaire décidée par Charles de Gaulle. |
| IIe         | 6 décembre 1962 | 2 avril 1967   | Robert Fabre      | RD              | Maire de Villefranche-de-Rouergue |
| IIIe        | 3 avril 1967    | 30 mai 1968    | Robert Fabre      | PRRRS           | Maire de Villefranche-de-Rouergue Mandat écourté à la suite d'une dissolution parlementaire décidée par Charles de Gaulle. |
| IVe         | 11 juillet 1968 | 1er avril 1973 | Robert Fabre      | MRG             | Maire de Villefranche-de-Rouergue |
| Ve          | 2 avril 1973    | 2 avril 1978   | Robert Fabre      | MRG             | Maire de Villefranche-de-Rouergue |
| VIe         | 3 avril 1978    | 22 mai 1981    | Robert Fabre      | MRG             | Maire de Villefranche-de-Rouergue Remplacé par Jean Rigal le 30 novembre 1980 à la suite de sa nomination comme médiateur de la République. Mandat écourté à la suite d'une dissolution parlementaire décidée par François Mitterrand. |
| VIIe        | 2 juillet 1981  | 1er avril 1986 | Robert Fabre      | MRG             | Maire de Villefranche-de-Rouergue (→ 1983) |
| IXe         | 23 juin 1988    | 1er avril 1993 | Jean Rigal        | MRG             | Maire de Villefranche de Rouergue (1983-1997) Conseiller Général du Canton de Villefranche de Rouergue (1979-1992) |
| Xe          | 2 avril 1993    | 21 avril 1997  | Serge Roques,     | UDF-PR,         | Maire de Villefranche de Rouergue (2001-2020) Conseiller Général du Canton de Villefranche de Rouergue (1992-1998) Mandat écourté à la suite d'une dissolution parlementaire décidée par Jacques Chirac.                               |
| XIe         | 12 juin 1997    | 18 juin 2002   | Jean Rigal        | PRS             | Maire de Villefranche de Rouergue (1983-1997) |
| XIIe        | 19 juin 2002    | 19 juin 2007   | Serge Roques,     | UMP,            | Maire de Villefranche de Rouergue (2001-2020) |
| XIIIe       | 20 juin 2007    | 19 juin 2012   | Marie-Lou Marcel  | PS              | Conseilliere Régionale |
| XIVe        | 20 juin 2012    | 20 juin 2017   | Marie-Lou Marcel  | PS              | |
| XVe         | 21 juin 2017    | 21 juin 2022   | Anne Blanc        | LREM            | Maire de Naucelle - Conseillère départementale |
| XVIe        | 22 juin 2022    | 9 juin 2024    | Laurent Alexandre | LFI-NUPES       | Maire d'Aubin Mandat écourté à la suite d'une dissolution parlementaire décidée par Emmanuel Macron. |

## Historique des élections

### Élections de 1958
| Candidat       | Candidat           | Parti          | Premier tour | Premier tour | Second tour | Second tour |  |
| Candidat       | Candidat           | Parti          | Voix         | %            | Voix        | %           |  |
| -------------- | ------------------ | -------------- | ------------ | ------------ | ----------- | ----------- |  |
|                | Paul Ramadier      | SFIO           | 14 306       | 30,35        | 17 625      | 35,33       |  |
|                | Albert Trébosc élu | CNIP           | 13 583       | 28,82        | 26 046      | 52,21       |  |
|                | Edmond Ginestet    | PCF            | 7 689        | 16,31        | 6 214       | 12,46       |  |
|                | René Jayr          | MRP            | 7 229        | 15,34        | Retrait     | Retrait     |  |
|                | René Icher         | Radcent        | 2 586        | 5,49         | Retrait     | Retrait     |  |
|                | Jean Delmouly      | UFF            | 1 739        | 3,69         |             |             |  |
|                |                    |                |              |              |             |             |  |
| Inscrits       | Inscrits           | Inscrits       | 62 685       | 100,00       | 62 673      | 100,00      |  |
| Abstentions    | Abstentions        | Abstentions    | 13 552       | 21,62        | 11 803      | 18,83       |  |
| Votants        | Votants            | Votants        | 49 133       | 78,38        | 50 870      | 81,17       |  |
| Blancs et nuls | Blancs et nuls     | Blancs et nuls | 2 001        | 4,07         | 985         | 1,94        |  |
| Exprimés       | Exprimés           | Exprimés       | 47 132       | 95,93        | 49 885      | 98,06       |  |

Le suppléant d'Albert Trébosc était Hubert Bouyssière, agriculteur, maire de Villevayre, conseiller général du canton de Najac.

### Élections de 1962
| Candidat       | Candidat               | Parti          | Premier tour | Premier tour | Second tour | Second tour |  |
| Candidat       | Candidat               | Parti          | Voix         | %            | Voix        | %           |  |
| -------------- | ---------------------- | -------------- | ------------ | ------------ | ----------- | ----------- |  |
|                | Robert Fabre élu       | Radsoc         | 15 375       | 35,4         | 29 159      | 62,4        |  |
|                | Albert Trébosc sortant | CNIP           | 13 997       | 32,23        | 17 570      | 37,6        |  |
|                | Jean Martin            | PCF            | 6 756        | 15,56        | Retrait     | Retrait     |  |
|                | Maurice Mennecier      | SFIO           | 4 417        | 10,17        | Retrait     | Retrait     |  |
|                | René Jayr              | MRP            | 2 886        | 6,65         | Retrait     | Retrait     |  |
|                |                        |                |              |              |             |             |  |
| Inscrits       | Inscrits               | Inscrits       | 61 760       | 100,00       | 61 669      | 100,00      |  |
| Abstentions    | Abstentions            | Abstentions    | 16 758       | 27,13        | 13 941      | 22,61       |  |
| Votants        | Votants                | Votants        | 45 002       | 72,87        | 47 728      | 77,39       |  |
| Blancs et nuls | Blancs et nuls         | Blancs et nuls | 1 571        | 3,49         | 999         | 2,09        |  |
| Exprimés       | Exprimés               | Exprimés       | 43 431       | 96,51        | 46 729      | 97,91       |  |

Le suppléant de Robert Fabre était Jean Centres, ancien notaire à Firmi, maire d'Almon-les-Junies.

### Élections de 1967
| Candidat       | Candidat                   | Parti          | Premier tour | Premier tour | Second tour | Second tour |  |
| Candidat       | Candidat                   | Parti          | Voix         | %            | Voix        | %           |  |
| -------------- | -------------------------- | -------------- | ------------ | ------------ | ----------- | ----------- |  |
|                | Robert Fabre sortant réélu | FGDS (Radical) | 22 092       | 45,85        | 29 350      | 61,32       |  |
|                | Hubert Bouyssière          | RI             | 14 874       | 30,87        | 18 514      | 38,68       |  |
|                | Jean Martin                | PCF            | 6 120        | 12,7         | Retrait     | Retrait     |  |
|                | Étienne Bouyou             | CD (PDM)       | 5 097        | 10,58        |             |             |  |
|                |                            |                |              |              |             |             |  |
| Inscrits       | Inscrits                   | Inscrits       | 59 437       | 100,00       | 59 438      | 100,00      |  |
| Abstentions    | Abstentions                | Abstentions    | 10 357       | 17,43        | 10 712      | 18,02       |  |
| Votants        | Votants                    | Votants        | 49 080       | 82,57        | 48 726      | 81,98       |  |
| Blancs et nuls | Blancs et nuls             | Blancs et nuls | 897          | 1,83         | 862         | 1,77        |  |
| Exprimés       | Exprimés                   | Exprimés       | 48 183       | 98,17        | 47 864      | 98,23       |  |

Lucien Orsane, SFIO, conseiller d'orientation scolaire et professionnelle à Decazeville était le suppléant de Robert Fabre.

### Élections de 1968
| Candidat       | Candidat                   | Parti          | Premier tour | Premier tour | Second tour | Second tour |  |
| Candidat       | Candidat                   | Parti          | Voix         | %            | Voix        | %           |  |
| -------------- | -------------------------- | -------------- | ------------ | ------------ | ----------- | ----------- |  |
|                | Albert Trébosc             | UDR (URP)      | 22 571       | 47,64        | 24 082      | 49,78       |  |
|                | Robert Fabre sortant réélu | FGDS (Radical) | 19 418       | 40,98        | 24 299      | 50,22       |  |
|                | Jean Martin                | PCF            | 5 393        | 11,38        |             |             |  |
|                |                            |                |              |              |             |             |  |
| Inscrits       | Inscrits                   | Inscrits       | 59 039       | 100,00       | 58 955      | 100,00      |  |
| Abstentions    | Abstentions                | Abstentions    | 10 608       | 17,97        | 10 018      | 16,99       |  |
| Votants        | Votants                    | Votants        | 48 431       | 82,03        | 48 937      | 83,01       |  |
| Blancs et nuls | Blancs et nuls             | Blancs et nuls | 1 049        | 2,17         | 556         | 1,14        |  |
| Exprimés       | Exprimés                   | Exprimés       | 47 382       | 97,83        | 48 381      | 98,86       |  |

Lucien Orsane était le suppléant de Robert Fabre.

### Élections de 1973
| Candidat       | Candidat                   | Parti          | Premier tour | Premier tour | Second tour | Second tour |  |
| Candidat       | Candidat                   | Parti          | Voix         | %            | Voix        | %           |  |
| -------------- | -------------------------- | -------------- | ------------ | ------------ | ----------- | ----------- |  |
|                | Robert Fabre sortant réélu | MRG (UGSD)     | 20 874       | 43,04        | 27 456      | 54,57       |  |
|                | Jean Puech                 | RI (URP)       | 17 588       | 36,27        | 22 857      | 45,43       |  |
|                | René Baulès                | PCF            | 5 565        | 11,48        |             |             |  |
|                | Hubert Bouyssière          | Divers droite  | 2 502        | 5,16         |             |             |  |
|                | Étienne Bouyou             | Rad (MR)       | 1 966        | 4,05         |             |             |  |
|                |                            |                |              |              |             |             |  |
| Inscrits       | Inscrits                   | Inscrits       | 59 226       | 100,00       | 59 230      | 100,00      |  |
| Abstentions    | Abstentions                | Abstentions    | 9 875        | 16,67        | 8 240       | 13,91       |  |
| Votants        | Votants                    | Votants        | 49 351       | 83,33        | 50 990      | 86,09       |  |
| Blancs et nuls | Blancs et nuls             | Blancs et nuls | 856          | 1,73         | 677         | 1,33        |  |
| Exprimés       | Exprimés                   | Exprimés       | 48 495       | 98,27        | 50 313      | 98,67       |  |

Lucien Orsane était le suppléant de Robert Fabre.

### Élections de 1978
| Candidat       | Candidat                   | Parti          | Premier tour | Premier tour | Second tour | Second tour |  |
| Candidat       | Candidat                   | Parti          | Voix         | %            | Voix        | %           |  |
| -------------- | -------------------------- | -------------- | ------------ | ------------ | ----------- | ----------- |  |
|                | Robert Fabre sortant réélu | MRG            | 24 427       | 45,76        | 32 485      | 60,16       |  |
|                | Hubert Bouyssière          | UDF (PR)       | 18 210       | 34,11        | 21 515      | 39,84       |  |
|                | René Baulès                | PCF            | 8 314        | 15,58        | Retrait     | Retrait     |  |
|                | Françoise Richer           | LO             | 1 418        | 2,66         |             |             |  |
|                | Henri Boyer                | Régionaliste   | 1 011        | 1,89         |             |             |  |
|                |                            |                |              |              |             |             |  |
| Inscrits       | Inscrits                   | Inscrits       | 64 064       | 100,00       | 64 103      | 100,00      |  |
| Abstentions    | Abstentions                | Abstentions    | 9 277        | 14,48        | 8 974       | 14          |  |
| Votants        | Votants                    | Votants        | 54 787       | 85,52        | 55 129      | 86          |  |
| Blancs et nuls | Blancs et nuls             | Blancs et nuls | 1 407        | 2,57         | 1 129       | 2,05        |  |
| Exprimés       | Exprimés                   | Exprimés       | 53 380       | 97,43        | 54 000      | 97,95       |  |

Le suppléant de Robert Fabre était André Requi, commerçant, conseiller municipal de Cransac.

### Élection partielle du 23 et 30 novembre 1980
(Démission de Robert Fabre, nommé Médiateur de la République, le 19 septembre 1980).
Premier tour
Inscrits : 61 748 - Suffrages exprimés : 41 118 
- Hubert Bouyssière, UDF-PR : 9 095 voix (22,11 %)
- Jean Rigal, MRG : 8 140 voix (19,79 %)
- Claude Penel, PS : 7 288 voix (17,72 %)
- Georges Fontanier, PCF : 6 434 voix (15,64 %)
- Michel Lombard, RPR : 4 654 voix (11,31 %)
- Jean-Marie Santucci, UDF-CDS : 4 319 voix (10,50 %)
- Françoise Richer, LO : 862 voix (2,09 %)
- Lucien Sanchez, LCR : 326 voix (0,79 %)

Deuxième tour
Jean Rigal,  ELU avec 24 055 voix (57,12 %)
Hubert Bouyssière (42,87 %).

### Élections de 1981
| Candidat       | Candidat                 | Parti          | Premier tour | Premier tour | Second tour | Second tour |  |
| Candidat       | Candidat                 | Parti          | Voix         | %            | Voix        | %           |  |
| -------------- | ------------------------ | -------------- | ------------ | ------------ | ----------- | ----------- |  |
|                | Jean Rigal sortant réélu | MRG            | 22 084       | 48,74        | 31 883      | 65,67       |  |
|                | Étienne Bouyou           | UDF (CDS)      | 8 701        | 19,20        | 16 665      | 34,33       |  |
|                | Michel Lombard           | RPR (UNM)      | 7 236        | 15,97        |             |             |  |
|                | Georges Fontanier        | PCF            | 5 955        | 13,14        |             |             |  |
|                | Michel Poux              | PSU            | 1 332        | 2,94         |             |             |  |
|                |                          |                |              |              |             |             |  |
| Inscrits       | Inscrits                 | Inscrits       | 64 124       | 100,00       | 64 131      | 100,00      |  |
| Abstentions    | Abstentions              | Abstentions    | 18 043       | 28,14        | 14 561      | 22,71       |  |
| Votants        | Votants                  | Votants        | 46 081       | 71,86        | 49 570      | 77,29       |  |
| Blancs et nuls | Blancs et nuls           | Blancs et nuls | 773          | 1,68         | 1 022       | 2,06        |  |
| Exprimés       | Exprimés                 | Exprimés       | 45 308       | 98,32        | 48 548      | 97,94       |  |

André Delannes, PS, conducteur principal des TPE, Aubin, était suppléant de Jean Rigal.

### Élections de 1988
|                | Jean Rigal sortant réélu | MRG            | 27 888 | 54,01  |  |  |  |
|                | André Trébosc            | UDF (PR) (URC) | 19 294 | 37,37  |  |  |  |
|                | Jean-Marie Gras          | PCF            | 3 891  | 7,54   |  |  |  |
|                | Roger Laurent            | Divers droite  | 560    | 1,08   |  |  |  |
|                |                          |                |        |        |  |  |  |
| Inscrits       | Inscrits                 | Inscrits       | 75 215 | 100,00 |  |  |  |
| Abstentions    | Abstentions              | Abstentions    | 21 866 | 29,07  |  |  |  |
| Votants        | Votants                  | Votants        | 53 349 | 70,93  |  |  |  |
| Blancs et nuls | Blancs et nuls           | Blancs et nuls | 1 716  | 3,22   |  |  |  |
| Exprimés       | Exprimés                 | Exprimés       | 51 633 | 96,78  |  |  |  |

André Requi, conseiller régional, maire PS de Cransac, était le suppléant de Jean Rigal.

### Élections de 1993
|                | Serge Roques élu  | UDF (PR)       | 24 515 | 50,75  |  |  |  |
|                | Jean-Marc Sabathé | MRG (ADFP)     | 12 228 | 25,32  |  |  |  |
|                | Jean-Marie Gras   | PCF            | 4 670  | 9,67   |  |  |  |
|                | Evelyne Durival   | GÉ (EÉ)        | 3 921  | 8,12   |  |  |  |
|                | Ludovic Winkler   | LT-LNÉ         | 1 360  | 2,82   |  |  |  |
|                | Armand Ferlaud    | Divers droite  | 862    | 1,78   |  |  |  |
|                | Roger Laurent     | Divers droite  | 529    | 1,1    |  |  |  |
|                | André Bonnefois   | PLN            | 217    | 0,45   |  |  |  |
|                |                   |                |        |        |  |  |  |
| Inscrits       | Inscrits          | Inscrits       | 73 639 | 100,00 |  |  |  |
| Abstentions    | Abstentions       | Abstentions    | 20 649 | 28,04  |  |  |  |
| Votants        | Votants           | Votants        | 52 990 | 71,96  |  |  |  |
| Blancs et nuls | Blancs et nuls    | Blancs et nuls | 4 688  | 8,85   |  |  |  |
| Exprimés       | Exprimés          | Exprimés       | 48 302 | 91,15  |  |  |  |

Le suppléant de Serge Roques était Bernard Canac, de Cransac.

### Élections de 1997
| Candidat       | Candidat             | Parti          | Premier tour | Premier tour | Second tour | Second tour |  |
| Candidat       | Candidat             | Parti          | Voix         | %            | Voix        | %           |  |
| -------------- | -------------------- | -------------- | ------------ | ------------ | ----------- | ----------- |  |
|                | Jean Rigal élu       | PRS            | 22 272       | 44,32        | 30 043      | 57,15       |  |
|                | Serge Roques sortant | UDF (PR)       | 18 365       | 36,55        | 22 527      | 42,85       |  |
|                | Patrick Rousseau     | PCF            | 4 803        | 9,56         |             |             |  |
|                | André Marçais        | FN             | 2 946        | 5,86         |             |             |  |
|                | Philippe Jean        | LDI (MPF)      | 1 085        | 2,16         |             |             |  |
|                | Jérôme Bournazel     | Divers gauche  | 780          | 1,55         |             |             |  |
|                |                      |                |              |              |             |             |  |
| Inscrits       | Inscrits             | Inscrits       | 71 143       | 100,00       | 71 138      | 100,00      |  |
| Abstentions    | Abstentions          | Abstentions    | 17 611       | 24,75        | 15 835      | 22,26       |  |
| Votants        | Votants              | Votants        | 53 532       | 75,25        | 55 303      | 77,74       |  |
| Blancs et nuls | Blancs et nuls       | Blancs et nuls | 3 281        | 6,13         | 2 733       | 4,94        |  |
| Exprimés       | Exprimés             | Exprimés       | 50 251       | 93,87        | 52 570      | 95,06       |  |

Le suppléant de Jean Rigal était Pierre Gadéa, PS, ingénieur des Mines, conseiller général du canton de Decazeville, maire de Decazeville.

### Élections de 2002
| Candidat       | Candidat                  | Parti             | Premier tour | Premier tour | Second tour | Second tour |  |
| Candidat       | Candidat                  | Parti             | Voix         | %            | Voix        | %           |  |
| -------------- | ------------------------- | ----------------- | ------------ | ------------ | ----------- | ----------- |  |
|                | Serge Roques élu          | UMP               | 17 398       | 35,48        | 25 184      | 53          |  |
|                | Jean-Pierre Pouzoulet     | PS                | 10 029       | 20,45        | 22 333      | 47          |  |
|                | Éric Cantournet           | PRG               | 7 322        | 14,93        |             |             |  |
|                | Claude Gamel              | Divers droite     | 5 156        | 10,52        |             |             |  |
|                | Suzanne Ratel             | FN                | 2 117        | 4,32         |             |             |  |
|                | Yves Galan                | PCF               | 1 790        | 3,65         |             |             |  |
|                | Alain Zarate              | LCR               | 1 301        | 2,65         |             |             |  |
|                | Jean-Louis Calmettes      | Les Verts         | 941          | 1,92         |             |             |  |
|                | Chantal Lambel            | CPNT              | 908          | 1,85         |             |             |  |
|                | Philippe Mourgères-Durand | RPF               | 593          | 1,21         |             |             |  |
|                | Isabelle Schall           | LT-LNÉ            | 436          | 0,89         |             |             |  |
|                | Pierrette Zago            | LO                | 423          | 0,86         |             |             |  |
|                | Françoise de La Sayette   | MNR               | 244          | 0,5          |             |             |  |
|                | Delphine Dumont           | Divers écologiste | 223          | 0,45         |             |             |  |
|                | Marc Rabetrano            | GÉ                | 99           | 0,2          |             |             |  |
|                | David Vincent             | Divers            | 51           | 0,1          |             |             |  |
|                | Céline Haas               | Divers            | 0            | 0            |             |             |  |
|                |                           |                   |              |              |             |             |  |
| Inscrits       | Inscrits                  | Inscrits          | 71 863       | 100,00       | 71 860      | 100,00      |  |
| Abstentions    | Abstentions               | Abstentions       | 21 025       | 29,26        | 22 326      | 31,07       |  |
| Votants        | Votants                   | Votants           | 50 838       | 70,74        | 49 534      | 68,93       |  |
| Blancs et nuls | Blancs et nuls            | Blancs et nuls    | 1 807        | 3,55         | 2 017       | 4,07        |  |
| Exprimés       | Exprimés                  | Exprimés          | 49 031       | 96,45        | 47 517      | 95,93       |  |

Le suppléant de Serge Roques était Bernard Canac, conseiller municipal de Cransac-les-Thermes.

### Élections de 2007
| Candidat       | Candidat              | Parti          | Premier tour | Premier tour | Second tour | Second tour |  |
| Candidat       | Candidat              | Parti          | Voix         | %            | Voix        | %           |  |
| -------------- | --------------------- | -------------- | ------------ | ------------ | ----------- | ----------- |  |
|                | Serge Roques sortant  | UMP            | 19 036       | 40,52        | 23 554      | 49,4        |  |
|                | Marie-Lou Marcel élue | PS             | 10 136       | 21,57        | 24 124      | 50,6        |  |
|                | Sophie Renac          | PRG            | 4 833        | 10,29        |             |             |  |
|                | Jean-Louis Cance      | UDF–MoDem      | 3 981        | 8,47         |             |             |  |
|                | Jean-Pierre Pouzoulet | Divers gauche  | 2 751        | 5,86         |             |             |  |
|                | Jean-Luc Vernhes      | LCR            | 1 548        | 3,29         |             |             |  |
|                | Daniel Gruszka        | PCF            | 1 403        | 2,99         |             |             |  |
|                | Suzanne Ratel-Sattler | FN             | 922          | 1,96         |             |             |  |
|                | Carine Aubril         | LT-LNÉ         | 682          | 1,45         |             |             |  |
|                | Jean-Yves Calmettes   | CPNT           | 636          | 1,35         |             |             |  |
|                | Monique Frayssinet    | Régionaliste   | 431          | 0,92         |             |             |  |
|                | Jacques Antonin       | Divers         | 350          | 0,74         |             |             |  |
|                | Marie Humbert         | LO             | 273          | 0,58         |             |             |  |
|                | Édouard Demarets      | MNR            | 0            | 0            |             |             |  |
|                |                       |                |              |              |             |             |  |
| Inscrits       | Inscrits              | Inscrits       | 71 709       | 100,00       | 71 707      | 100,00      |  |
| Abstentions    | Abstentions           | Abstentions    | 23 410       | 32,65        | 22 116      | 30,84       |  |
| Votants        | Votants               | Votants        | 48 299       | 67,35        | 49 591      | 69,16       |  |
| Blancs et nuls | Blancs et nuls        | Blancs et nuls | 1 317        | 2,73         | 1 913       | 3,86        |  |
| Exprimés       | Exprimés              | Exprimés       | 46 982       | 97,27        | 47 678      | 96,14       |  |

Le suppléant de Marie-Lou Marcel était Jean-Michel Bouyssié, de Villefranche-de-Rouergue.

### Élections de 2012
| Candidat       | Candidat                         | Parti                    | Premier tour | Premier tour | Second tour | Second tour |  |
| Candidat       | Candidat                         | Parti                    | Voix         | %            | Voix        | %           |  |
| -------------- | -------------------------------- | ------------------------ | ------------ | ------------ | ----------- | ----------- |  |
|                | Marie-Lou Marcel sortante réélue | PS (PRG, MoDem)          | 22 441       | 49,65        | 27 468      | 63,49       |  |
|                | Laurent Tranier                  | UMP                      | 12 416       | 27,47        | 15 798      | 36,51       |  |
|                | Philippe Bramm                   | RBM (FN)                 | 3 480        | 7,70         |             |             |  |
|                | Aline Luang-Vannazy              | FG (Divers gauche) (PCF) | 2 904        | 6,43         |             |             |  |
|                | Jean-Louis Calmettes             | MÉI (EÉLV)               | 1 661        | 3,68         |             |             |  |
|                | Christophe Pourcel               | PRV                      | 1 654        | 3,66         |             |             |  |
|                | Yann Puech                       | NPA                      | 428          | 0,95         |             |             |  |
|                | Philippe Molinié                 | LO                       | 212          | 0,47         |             |             |  |
|                |                                  |                          |              |              |             |             |  |
| Inscrits       | Inscrits                         | Inscrits                 | 70 585       | 100,00       | 70 570      | 100,00      |  |
| Abstentions    | Abstentions                      | Abstentions              | 24 366       | 34,52        | 25 891      | 36,69       |  |
| Votants        | Votants                          | Votants                  | 46 219       | 65,48        | 44 679      | 63,31       |  |
| Blancs et nuls | Blancs et nuls                   | Blancs et nuls           | 1 023        | 2,21         | 1 413       | 3,16        |  |
| Exprimés       | Exprimés                         | Exprimés                 | 45 196       | 97,79        | 43 266      | 96,84       |  |

Le suppléant de Marie-Lou Marcel était Fabrice Veysseyre, avocat à Villefranche-de-Rouergue.

### Élections de 2017
Les élections législatives françaises de 2017 ont lieu les dimanches 11 et 18 juin 2017.
| Candidat    | Candidat           | Parti       | Premier tour | Premier tour | Second tour | Second tour |
| Candidat    | Candidat           | Parti       | Voix         | %            | Voix        | %           |
| ----------- | ------------------ | ----------- | ------------ | ------------ | ----------- | ----------- |
|             | Anne Blanc         | LREM        | 15 563       | 38,72        | 16 013      | 100,00      |
|             | André At           | LR          | 8 110        | 20,18        | Retrait     | Retrait     |
|             | Pascal Mazet       | LFI         | 6 478        | 16,12        |             |             |
|             | Bertrand Cavalerie | PS          | 4 567        | 11,36        |             |             |
|             | Bruno Leleu        | FN          | 3 212        | 7,99         |             |             |
|             | Guy Pezet          | EELV        | 1 750        | 4,35         |             |             |
|             | Philippe Molinié   | EXG         | 274          | 0,68         |             |             |
|             | Juliette Goudin    | SE          | 243          | 0,60         |             |             |
| Inscrits    | Inscrits           | Inscrits    | 69 769       | 100,00       | 69 769      | 100,00      |
| Abstentions | Abstentions        | Abstentions | 28 575       | 40,96        | 46 063      | 66,02       |
| Votants     | Votants            | Votants     | 41 196       | 59,04        | 23 706      | 33,98       |
| Blancs      | Blancs             | Blancs      | 655          | 1,59         | 5 910       | 24,93       |
| Nuls        | Nuls               | Nuls        | 344          | 0,84         | 1 783       | 7,53        |
| Exprimés    | Exprimés           | Exprimés    | 40 197       | 97,58        | 16 013      | 67,55       |

Le taux d'abstention est de 40,96 % au premier tour et de 66,02 % au second tour. Au second tour, André At ne souhaite pas maintenir sa candidature. Il ne dépasse pas 12,5 % des inscrits mais se qualifie pour le second tour en sa qualité de deuxième. Pascal Mazet, n'ayant pas obtenu 12,5 % des inscrits, ne peut pas se maintenir. Seule Anne Blanc est donc candidate.
La suppléante d'Anne Blanc était Stéphanie Viguier.

### Élections de 2022
| Résultats des élections législatives des 12 et 19 juin 2022 de la 2e circonscription de l'Aveyron |                          |                          |                          |              |              |             |             |
| Candidat                                                                                          | Candidat                 | Parti et coalition       | Nuance                   | Premier tour | Premier tour | Second tour | Second tour |
| Candidat                                                                                          | Candidat                 | Parti et coalition       | Nuance                   | Voix         | %            | Voix        | %           |
|                                                                                                   | Laurent Alexandre        | LFI (NUPES)              | NUP                      | 10 534       | 27,78        | 17 354      | 51,00       |
|                                                                                                   | Samuel Deguara           | PRV (ENS)                | ENS                      | 8 568        | 22,60        | 16 675      | 49,00       |
|                                                                                                   | André At                 | LR (UDC)                 | LR                       | 5 907        | 15,58        |             |             |
|                                                                                                   | Bruno Leleu              | RN                       | RN                       | 4 865        | 12,83        |             |             |
|                                                                                                   | Eric Cantournet          | PRG                      | RDG                      | 3 835        | 10,11        |             |             |
|                                                                                                   | Florian Barthe           | RES                      | DVD                      | 1 300        | 3,43         |             |             |
|                                                                                                   | Dominique Duval          | REC                      | REC                      | 1 208        | 3,19         |             |             |
|                                                                                                   | Jean-Luc Vidal           | LP (UPF)                 | DSV                      | 753          | 1,99         |             |             |
|                                                                                                   | Myriam Cassarini         | EAC                      | ECO                      | 710          | 1,87         |             |             |
|                                                                                                   | Lucile El Hedri          | LO                       | DXG                      | 220          | 0,58         |             |             |
|                                                                                                   | Dominique Clergue        | PP                       | DVG                      | 18           | 0,05         |             |             |
| Votes valides                                                                                     | Votes valides            | Votes valides            | Votes valides            | 37 918       | 97,32        | 34 029      | 90,25       |
| Votes blancs                                                                                      | Votes blancs             | Votes blancs             | Votes blancs             | 693          | 1,78         | 2 293       | 6,08        |
| Votes nuls                                                                                        | Votes nuls               | Votes nuls               | Votes nuls               | 353          | 0,91         | 1 385       | 3,67        |
| Total                                                                                             | Total                    | Total                    | Total                    | 38 964       | 100          | 37 707      | 100         |
| Abstention                                                                                        | Abstention               | Abstention               | Abstention               | 30 194       | 43,66        | 31 447      | 45,47       |
| Inscrits / participation                                                                          | Inscrits / participation | Inscrits / participation | Inscrits / participation | 69 158       | 56,34        | 69 154      | 54,53       |

La suppléante de Laurent Alexandre était Dorothée Pic, juriste en droit de l'environnement à Villefranche-de-Rouergue.

### Élections de 2024
| Candidat                 | Candidat                 | Parti et coalition       | Nuance                   | Premier tour | Premier tour | Second tour | Second tour |
| Candidat                 | Candidat                 | Parti et coalition       | Nuance                   | Voix         | %            | Voix        | %           |
| ------------------------ | ------------------------ | ------------------------ | ------------------------ | ------------ | ------------ | ----------- | ----------- |
|                          | Marie-Christine Parolin  | RN                       | RN                       | 15 922       | 33,11        | 19 159      | 44,31       |
|                          | Laurent Alexandre        | LFI (NFP)                | UG                       | 15 738       | 32,73        | 24 084      | 55,69       |
|                          | Samuel Deguara           | PRV (ENS)                | ENS                      | 14 690       | 30,55        | Retrait     | Retrait     |
|                          | Jean-Philippe Armet      | DLF                      | DSV                      | 1 141        | 2,37         |             |             |
|                          | Lucile El Hedri          | LO                       | EXG                      | 595          | 1,24         |             |             |
|                          |                          |                          |                          |              |              |             |             |
| Votes valides            | Votes valides            | Votes valides            | Votes valides            | 48 086       | 95,66        | 43 243      | 86,42       |
| Votes blancs             | Votes blancs             | Votes blancs             | Votes blancs             | 1 399        | 2,78         | 4 593       | 9,18        |
| Votes nuls               | Votes nuls               | Votes nuls               | Votes nuls               | 781          | 1,55         | 2 200       | 4,40        |
| Total                    | Total                    | Total                    | Total                    | 50 266       | 100          | 50 036      | 100         |
| Abstention               | Abstention               | Abstention               | Abstention               | 17 951       | 26,31        | 18 185      | 26,66       |
| Inscrits / participation | Inscrits / participation | Inscrits / participation | Inscrits / participation | 68 217       | 73,69        | 68 221      | 73,34       |

La suppléante de Laurent Alexandre est Dorothée Pic.

#### Département de l'Aveyron
- La fiche de l'INSEE de cette circonscription : « Tableaux et Analyses de la deuxième circonscription de l'Aveyron », sur insee.fr, site de l'Institut national de la statistique et des études économiques (consulté le 10 juin 2007) [PDF]
- « Tous les députés du département de l'Aveyron depuis 1789 », sur assemblee-nationale.fr, site de l'Assemblée nationale française (consulté le 10 juin 2007)
- « Informations contentieuses sur le département de l'Aveyron (Élections législatives de 2002) »(Archive.org • Wikiwix • Archive.is • Google • Que faire ?), sur conseil-constitutionnel.fr, site du Conseil constitutionnel (consulté le 13 juin 2007)

#### Circonscriptions en France
- « Carte des circonscriptions législatives en France », sur assemblee-nationale.fr, site de l'Assemblée nationale française (consulté le 10 juin 2007)
- « Résultats électoraux officiels en France »(Archive.org • Wikiwix • Archive.is • Google • Que faire ?), sur interieur.gouv.fr, site du ministère de l'Intérieur (France) (consulté le 13 juin 2007)
- Description et Atlas des circonscriptions électorales de France sur http://www.atlaspol.com, Atlaspol, site de cartographie géopolitique, consulté le 13 juin 2007.